# Marta Peris Eugenio
Marta Peris Eugenio (Palma, 1972) és una arquitecta mallorquina que forma part de l'estudi d'arquitectura Peris+Toral, amb José Manuel Toral.
Va estudiar a l'Escola Técnica Superior d'Arquitectura de Barcelona (ETSAB) on va obtenir el títol d'Arquitecta el 1998. Posteriorment es va formar professionalment en el despatx de Bonell i Gil. Des del 2016 és doctora arquitecta per la Universitat Politècnica de Catalunya (UPC) amb Excel·lent Cum Laude fruit de la seva tesi doctoral “La Casa Japonesa a través del cine de Yasujiro Ozú”
Va fundar l'estudi Peris+Toral Arquitectes el 2005, juntament amb José Manuel Toral, oficina que combina l'activitat professional amb l'acadèmica i docent. Peris+Toral Arquitectes ha treballat en projectes com ara els Habitatges socials per a Joves a Can Caralleu, 105 habitatges socials per a gent major, CAP i casal a Glòries, i la Reordenació dels espais verds dels carrers Verdi i Mònaco de Badalona.
L'any 2009 l'estudi va ser finalista als Premis FAD 2009, amb el projecte dels Habitatges socials per a Joves a Can Caralleu.

## Activitat professional
L'activitat professional de Marta Peris es desenvolupa entorn a l'habitatge. Al costat de José Manuel Toral ha desenvolupat una gran tasca arquitectònica, realitzant projectes tant a Barcelona com a la resta de Catalunya, amb especial atenció a la seva participació en nombrosos concursos d'habitatge públic, destacant el projecte 105 habitatges socials per a gent major, CAP i casal a Glòries.
Desenvolupa també una docent important, essent professora associada del Departament de Projectes de l'Escola Tècnica Superior d'Arquitectura de Barcelona (ETSAB) des del 2002 al curs d'Habitatge i Ciutat. Aquesta tasca ha contribuït a acostar la professió als estudiants d'arquitectura amb iniciatives com Arquitectes de capçelera, que va obtenir el Premi CIUTAT DE BARCELONA 2015 en la categoria d'Arquitectura i Urbanisme.
Un dels primers reconeixements que va obtenir va ser a la Bienal de Venècia 2000, on Marta Peris va ser seleccionada com arquitecta de la generació de 30 anys entre els 40 estudis d'arquitectura que van exposar obres o projectes en el Pavelló espanyol Resistid malditos, comissariat per Alberto Campo Baeza, que va ser Premio Especial a la millor participació nacional. Posteriorment el projecte realitzat amb José Manuel Toral, Punt d'Informació a Plaça de les Glòries es va exposar a la Bienal de Venècia 2016 en el Pavelló espanyol Unfinished, que va ser comissariat por Carlos Quintans i Iñaki Carnicero, i premiat amb el León de oro, demostrant el constant interès de l'estudi en esdeveniments i concursos internacionals.
A més com investigadora destaca el seu treball al voltant del cinema i l'arquitectura. Fruit d'aquesta tasca va presentar el 17 de novembre de 2017 la seva tesi doctoral “La Casa Japonesa a través del cine de Yasujiro Ozú”, a la sala d'actes del Col·legi d'Arquitectes (COAC) en el marc de Ecumenópolis, l'espai de reflexió audiovisual del COAC.
Les obres de l'estudi Peris+Toral han estat publicades en llibres i revistes especialitzades, tant nacionals com internacionals i exposades en UIA Tokyo 2011, a París el 2009, a la Bienal de Venècia el 2000 i 2016, i en el context del projecte Export Barcelona del Cities Connection Project a Mendrisio 2013 (amb els Habitatges socials per a Joves a Can Caralleu), Gènova 2015 i Zurich 2016 (amb el Punt d'Informació a Plaça de les Glòries). A nivell teòric han publicat articles a Arquitectura COAM, Ed. Fundamentos y DC Papers.

### Obres representatives
- Habitatges amb serveis per a gent gran a Pl. de les Glòries - IMHAB[15][4]
- Punt d'informació a Plaça de les Glòries[16]
- 36 habitatges socials per a joves a Can Caralleu
- 33 habitatges a Melilla
- Projecte Badalona: Av. Mónaco - c. Verdi (espai públic)

### Premis i reconeixements
El seu treball ha estat reconegut per diversos premis:
- Finalista Premio FAD 2009, Habitatges socials per a Joves a Can Caralleu.[3]
- Finalista Premio Saloni d'Arquitectura 2009[17]
- AJAC Joves Arquitectes 2011[18]
- Mención Premio Construmat 2015[19]
- Premi ATEG d'arquitectura galvanitzada 2016, Punt d'Informació a Plaça de les Glòries[20]
- Premi EMPORIA d'Or al millor punt d'informació i atenció en l'entorn urbà, Punt d'Informació a Plaça de les Glòries[21]
- Shorlisted en el Premi Mies Van der Rohe 2017[22]
- Premi EUROPEO LIFE CHALLENGE, Habitatges amb serveis per a gent gran a Pl. de les Glòries - IMHAB[23]
- Premio COAVN
- Premio UIA 96
- Premi CIUTAT DE BARCELONA 2015 en la categoria d'Arquitectura i Urbanisme, per la iniciativa Arquitectes de capçalera, impulsada al barri del Raval des de l'Escola Tècnica Superior d'Arquitectura de Barcelona (ETSAB-UPC)[24]